# Poa bomiensis
Poa bomiensis är en gräsart som beskrevs av C.Ling. Poa bomiensis ingår i släktet gröen, och familjen gräs. Inga underarter finns listade i Catalogue of Life.